# Wied (Familienname)
Wied ist ein deutscher Familienname.

## Namensträger
- Alexander Wied (* 1943), österreichischer Kunsthistoriker
- Arnold II. von Wied (um 1098–1156), Erzbischof und Kurfürst von Köln
- Carl zu Wied-Neuwied (1785–1864), preußischer Major, Hornist und Maler
- David de Wied (1925–2004), niederländischer Mediziner und Pharmakologe
- Elisabeth zu Wied (Carmen Sylva; 1843–1916), Königin von Rumänien und Schriftstellerin
- Erich Wied (1923–1987), deutscher Turner
- Franz Karl Ludwig von Wied zu Neuwied (1710–1765), deutscher Generalleutnant
- Friedrich IV. von Wied (um 1518–1568), Erzbischof von Köln
- Friedrich zu Wied (1872–1945), Fürst zu Wied
- Friedrich Georg zu Wied-Runkel (1712–1779), Graf zu Wied und österreichischer Feldmarschall
- Friedrich Ludwig zu Wied-Runkel (1770–1824), Fürst zu Wied-Runkel und Neuerburg und österreichischer Feldmarschallleutnant.
- Friedrich Wilhelm zu Wied (1931–2000), Unternehmer, Mäzen und Oberhaupt des Hauses Wied-Neuwied
- Gustav Wied (1858–1914), dänischer Schriftsteller
- Hadwig von Wied (vor 1120?–vor 1172?), Äbtissin der Stifte Gerresheim und Essen
- Hans Ernst zu Wied-Runkel (1623–1664), deutscher Militär und Hofbeamter
- Hermann V. von Wied (1477–1552), Erzbischof und Kurfürst von Köln, als Hermann II. Fürstbischof von Paderborn
- Hermann zu Wied (1814–1864), Fürst zu Wied
- Ida Wied (um 1538–1601), Ordensgeistliche, Äbtissin von Beselich
- Johann August Karl zu Wied (1779–1836), preußischer General
- Johann Friedrich Alexander Fürst zu Wied-Neuwied, 1706–1791, erster Fürst zu Wied, siehe Johann Friedrich Alexander (Wied-Neuwied)
- Laurentius von Wied, Schreibermönch der Zisterzienser
- Ludwig Friedrich zu Wied (1656–1709), deutscher Adliger
- Magdalena von Wied-Runkel († 1572), Äbtissin im Stift Nottuln und im Stift Elten
- Margarethe von Wied-Runkel († 1572), deutsche Adelige und Medizinerin
- Marie Eleonore zu Wied (1909–1956), deutsche Adlige, Politikwissenschaftlerin und Opfer des rumänischen Kommunismus
- Martina Wied (Alexandrine M. Weisl; 1882–1957), österreichische Schriftstellerin
- Maximilian zu Wied-Neuwied (Baron von Braunsberg; 1782–1867), deutscher Ethnologe und Naturforscher
- Thekla Carola Wied (Thekla Wiedmann; 1944); deutsche Schauspielerin
- Theo Wied (1923–1995), deutscher Turner
- Theoderich II. von Wied (Dietrich von Wied; um 1170–1242), Erzbischof und Kurfürst von Trier
- Tony Wied (* 1976), US-amerikanischer Politiker der Republikanischen Partei
- Viktor zu Wied (1877–1946), Diplomat
- Werner Wied (1917–2011), deutscher Pädagoge und Regionalhistoriker

- Wilhelm zu Wied (1845–1907), Fürst zu Wied, Standesherr, Offizier und Politiker
- Wilhelm zu Wied (1876–1945), Fürst von Albanien
- Wilhelm Adolph Maximilian V. zu Wied: siehe Wilhelm zu Wied (1845–1907)
- Wilhelm Hermann Karl (Wied) (1814–1864), Fürst zu Wied, Standesherr im Königreich Preußen und letzter Präsident des „Mainzer Adelsvereins“